# Tretorn Sweden AB
Tretorn Sweden AB var en svensk produktionsvirksomhed som fremstillede gummistøvler, sports- og fritidssko og tennisbolde.
Firmaet blev etableret i Helsingborg, Sverige, af Henry Dunker i 1891 under navnet Helsingborgs Gummifabriks AB.
I 1980 blev produktionen i Helsingborg nedlagt.
Den tyske virksomhed Puma overtog den 1. juli 2001 den svenske virksomhed og ændrede navnet til Puma AG Tretorn.